# Taizé (Saône-et-Loire)
Taizé je obec ve francouzském Burgundsku, v departmentu Saône-et-Loire, poblíž města Cluny. V Taizé se konají mezinárodní ekumenická setkání společenství Komunita Taizé, která ročně lákají až 200 000 návštěvníků.

## Geografie
Sousední obce: Cortevaix, Ameugny, Massilly a Bray.
Obcí protéká řeka La Grosne.

## Vývoj počtu obyvatel
Počet obyvatel